# Xavier Patier
Pour les articles homonymes, voir Patier.
Xavier Patier, né le 5 mars 1958 à Brive-la-Gaillarde, est un haut fonctionnaire et écrivain français.

## Biographie
Fils de Bernard Patier, magistrat, et de Christiane Michelet, Xavier Patier effectue ses études secondaires à Brive avant de poursuivre son cursus à Paris. Titulaire d'une maîtrise en droit (université Paris-Panthéon-Assas) et du diplôme de l'Institut d'études politiques de Paris, il est reçu à 21 ans à l'École nationale d'administration. Son parcours est marqué par un mandat local en Corrèze et plusieurs passages dans les cabinets ministériels. Proche de Jacques Chirac et de Simone Veil, il se consacre parallèlement  à une  œuvre littéraire qui lui a valu plusieurs prix.

## Famille
Originaire de la Corrèze, Xavier Patier est un petit-fils du ministre d'État Edmond Michelet. Il est marié depuis 1986 à Brigitte Soleille, dont le quadrisaïeul Jean Ernest Ducos de La Hitte, ministre des Affaires étrangères, a  négocié  le retour à Rome du pape Pie IX en 1850. Ils ont 6 enfants. Il est frère du général François Patier, neveu de l'écrivain Claude Michelet, cousin de l'évêque Benoît Rivière et  beau-frère du préfet Jean-Jacques Brot.

## Carrière

### Au service de l'État
En 1980, Xavier Patier sert comme chef de section de combat au 150e régiment d'infanterie de Verdun. Il est breveté du Centre d'entraînement commando (Givet) . Il participe en 1983 à la mise en place de la chambre régionale des comptes de Midi-Pyrénées, tout en siégeant comme RPR  dans la municipalité élue à Brive en mars 1983 derrière Jean Charbonnel. En 1986, il est appelé, comme conseiller technique, au cabinet de Camille Cabana, ministre délégué chargé de la Réforme administrative, puis ministre chargé des Rapatriés et de la Réforme administrative dans le gouvernement Chirac. Il participe à la réforme des administrations centrales du ministère des Finances et à l'élaboration de la loi relative au règlement de l'indemnisation des rapatriés.

#### Plume de Jacques Chirac
À partir de janvier 1988, il est une des plumes de Jacques Chirac et référent de sa campagne pour la région Languedoc-Roussillon . Après la défaite de celui-ci à l'élection présidentielle de mai 1988, il consacre quelques mois à l'écriture de deux romans avant de rejoindre le Quai d'Orsay, comme deuxième conseiller à l'ambassade de France à Dakar (République du Sénégal), chargé de la politique intérieure, du service de presse et des relations avec la République de Gambie.
Rentré en France, il rejoint, début 1994, le cabinet de Simone Veil, ministre d'État, ministre des Affaires sociales, de la Santé et de la Ville, comme conseiller technique chargé du budget, des ressources humaines et de la modernisation. Il y traite notamment de la réorganisation des services déconcentrés et du nouveau statut des inspecteurs des affaires sanitaires et sociales. Parallèlement, il participe à l'élaboration du programme  de Jacques Chirac pour la campagne présidentielle de 1995, avec l'accord de Simone Veil, bien que cette dernière soutienne officiellement la candidature d' Édouard Balladur. Il suit Jacques Chirac à l'Élysée après son élection, en mai 1995. Outre son activité de plume, il est chargé d'une cellule prospective. Il fait aussi partie de la Cellule africaine de l'Élysée aux côtés de Michel Dupuch.

#### Création de l'agence régionale de l'hospitalisation
Il quitte le cabinet du président de la République dès l'été 1996 pour être nommé en Conseil des ministres  préfigurateur, puis directeur de l'Agence régionale de l'hospitalisation de Midi-Pyrénées où il signe le premier contrat d'objectif et de moyens avec un CHU et arrête le premier Schéma régional d'organisation sanitaire adopté en France.

#### Au château de Chambord
En 2000, il est nommé commissaire à l'aménagement du domaine national et administrateur du château de Chambord . Il fait adopter un schéma d’aménagement et conçoit  la réforme qui érige le domaine national en établissement public industriel et commercial. Il démissionne de sa fonction dès l'intervention des arbitrages qui valident son projet de réforme, pour rejoindre le secteur privé.

### Dans le secteur privé et dans l'édition
En 2003 il est vice-président du groupe Pierre Fabre, chargé de la stratégie groupe et de la communication, et parallèlement président-directeur général  des Éditions Privat, puis également président délégué des  Éditions du Rocher. En octobre 2008, il retrouve le service public en succédant  à Pierre-René Lemas dans la fonction de directeur des Journaux officiels, avec pour mission de fusionner cette entité avec la Documentation française dont il prend aussi la direction par intérim. Il se consacre à mettre en place, à l'occasion de la fusion, un budget annexe de l'État capable de s'autofinancer : cet objectif est atteint avec la création début 2010 de la direction de l'information légale et administrative, qui procède sous son impulsion à une politique de dématérialisation, à la transformation du site Légifrance  et à un développement du chiffre d'affaires éditorial et du résultat. En 2012 et en 2014, il figure dans un classement des cent hauts-fonctionnaires les plus influents. Il s’oriente ensuite vers les collectivités locales.

### En collectivité locale
Il est directeur général des services de la ville et de la métropole de Toulouse en mai 2014, avant de devenir, en 2017, directeur général des services du Conseil départemental de Loir-et-Cher. Il prend sa retraite en 2022

## Publications

### Romans
- Frère Honorat, Gallimard (1986), prix de la Table Ronde française
- Le Juge, Gallimard (1988), prix Cino Del Duca
- Le Migrateur (1988) Editions de la Table Ronde
- Point d'orgue, Gallimard (1990)[36]
- Reste avec moi, Gallimard (1994), Prix Jacques-Chardonne[37] Prix Victor-Capus. Prix Charles Oulmont
- Bientôt nous ne serons plus rien, La Table ronde (1994), prix Jacques-Chardonne[37]
- Poison, La Table ronde (1996)
- La Foire aux célibataires, La Table ronde (1999)  Prix Terre de France
- Les Trentenaires, La Table ronde (2000)
- Le Démon de l'acédie, La Table ronde (2001)
- Laisser Courre, 2003, La Table Ronde
- Le Silence des Termites, 2008, prix Roger Nimier
- Chaux Vive, 2012 La Table Ronde
- Heureux les Serviteurs, 2017 Éditions du Cerf
- Un jour de chien, 2024 Éditions du Cerf

### Essais
- Pour en finir avec le Travail , La Table Ronde, 1992[38]
- La Chasse, essai, Le Cavalier bleu (2002), prix de la Fondation de la Maison de la Chasse et de la Nature
- Chasses à cœur ouvert (2002), avec Pierre Moinot, Léon Mazzella et Philippe Verro
- Le Château absolu, La Table ronde (2004)
- Le Roman de Chambord, Éditions du Rocher (2006), prix Patrimoine, Prix littéraires Les Lauriers Verts 2006
- Horace à la campagne, Les Belles Lettres, 2000;
- Un arbre en hiver, éditions Gallimard, collection Le Promeneur (2010) Illustrations d'Aymard de Lézardière
- Chaux vive, La Table ronde (2012)
- Blaise Pascal, la nuit de l'extase (2014) Editions du Cerf, coll. « Épiphanie »
- Sept Leçons sur le cheval de chasse (2017), Editions du Cerf
- Demain la France.Tombeaux de Mauriac, Michelet, de Gaulle, Éditions du Cerf, 2020, Grand prix catholique de littérature 2021[39]

### Nouvelles
- Trois minutes de soleil en plus (1997), La Table Ronde
- Trophée de chasse, La Nouvelle Revue Française (NRF) octobre 1993

### Théâtre
- C'était pas si mal sous Giscard (1997), comédie en trois actes, La Table Ronde

## Réception critique
Selon Le Figaro littéraire, les premiers livres de Patier "lui ont valu, tout jeune, la réputation d'un romancier doué, original et hâtif."  Au début des années 1990, Le Monde le présente comme un auteur "faisant du rêve l'ultime moyen de parcourir le territoire de la réalité" tandis que ses ouvrages sont qualifiés par Dauzier et Tillinac d' "étrange littérature aux ambiances kafkaïennes" et que le quotidien Libération le voit comme un écrivain atypique alliant "talent, intelligence et caractère".
Pol Vandromme tient son œuvre romanesque pour une "avant-garde qui se rappelle au souvenir de la rectitude des anciens". Dans son Dictionnaire chic de littérature française, Christian Authier insiste sur l'essayiste : " Si l'on aime le romancier implacable scrutateur de l'âme humaine, à la fois âpre et fraternel quand il évoque l'incompréhension, la souffrance et le désir du salut, l'essayiste ou le mémorialiste nous enchante ."

## Prises de position
Dans une tribune parue dans le Figaro du 16 décembre 2011, Xavier Patier reproche à Richard Descoings son projet de supprimer l'épreuve de culture générale de l'examen d'entrée à Sciences po. Sa position suscite de nombreuses réactions. Il est invité  ainsi que Richard Descoings à présenter son point de vue devant la commission de la Culture, de l'Éducation et de la Communication du Sénat le 29 février 2012. La suppression de l'épreuve intervient effectivement en 2012.

## Distinctions et Divers
- Chevalier de l'Ordre national du Mérite[49]
- Chevalier de la Légion d'honneur[50]
- Président du jury du prix littéraire François Sommer, membre du jury du Prix Combourg et du prix Lamartine
- Membre correspondant de l'Académie des Beaux Arts  (élu le 21 octobre 2009 au siège de Jean Rollin, section des membres libres).
- Mainteneur de l'Académie des Jeux floraux (élu en 2007).